# John Taylor (1704-1766)
Pour les articles homonymes, voir John Taylor et Taylor.
John Taylor (22 juin 1704 à Shrewsbury - 4 avril 1766), érudit anglais.
Il fut nommé en 1732 bibliothécaire de l'Université de Cambridge, devint archidiacre de Buckingham et enfin chanoine de Saint-Paul à Londres. 
On lui doit des éditions des Orateurs attiques (Lysias, Démosthène, Eschine, etc. 1730-1757), et le Marmor Sandvicence, inscription rapportée d'Athènes par le comte de Sandwich, qu'il publia en 1743.
Il a publié en 1755 Elements of Civil Law (Éléments de la loi civile). L'ouvrage a été sévèrement critiqué par William Warburton dans son Divine Legation of Moses qui, selon Warburton, prenait naissance dans leur opinion divergente sur les persécutions des premiers chrétiens, alors qu'en réalité Taylor avait dénigré son érudition.